# Oskar Potiorek
Oskar Potiorek (Bad Bleiberg, 20 novembre 1853 – Klagenfurt, 17 dicembre 1933) è stato un generale austro-ungarico, governatore della Bosnia ed Erzegovina tra il 1911 ed il 1914 ed attivo durante le fasi iniziali della prima guerra mondiale, durante la quale comandò le forze austroungariche durante la campagna di Serbia.

## Biografia
Figlio di un ufficiale di carriera originario della Carinzia, dopo la scuola Potiorek fu educato all'accademia militare imperiale di Vienna (k.u.k. Kriegsschule), dove si diplomò nel 1879. Dal 1886 lavorò presso lo stato maggiore imperiale, venendo nominato nel 1902 vice capo di stato maggiore per l'area di Vienna ad opera dello stesso imperatore Francesco Giuseppe I d'Austria; promosso generale nel 1907, fu messo a capo del 3º Corpo d'armata dislocato nella regione della Carinzia e della Stiria. Inviato a Sarajevo nel 1910, il 10 maggio 1911 fu fatto governatore generale della Bosnia ed Erzegovina, incarico che combinava sia funzioni civili che militari.
Potiorek fu direttamente coinvolto negli eventi dell'attentato di Sarajevo del 28 giugno 1914: come governatore e comandante delle truppe dislocate nella regione, accompagnava personalmente l'erede al trono imperiale Francesco Ferdinando d'Asburgo-Este e sua moglie Sofia nella loro visita in Bosnia, viaggiando sulla stessa macchina; fu quindi testimone diretto dell'assassinio dei due reali ad opera di Gavrilo Princip, evento scatenante della prima guerra mondiale.
Dopo la dichiarazione di guerra dell'Austria-Ungheria al Regno di Serbia il 28 luglio 1914, Potiorek assunse il comando delle forze austroungariche destinate all'invasione del paese: una prima offensiva lanciata il 12 agosto 1914 si risolse con una pesante sconfitta delle forze di Potiorek nella battaglia del Cer (16-19 agosto), fatto che le obbligò a ripiegare rapidamente oltre frontiera dopo aver perduto 40.000 uomini e vasti quantitativi di materiale bellico. Dopo aver contenuto una controffensiva serba al confine con la Bosnia sfociata nell'inconcludente battaglia della Drina (6 settembre - 4 ottobre 1914), Potiorek preparò una seconda offensiva per i primi di novembre seguenti: le forze austroungariche riuscirono ad occupare la capitale Belgrado, ma tra il 16 novembre ed il 15 dicembre subirono una disastrosa sconfitta ad opera dei serbi nella battaglia di Kolubara, venendo obbligate ancora una volta alla ritirata.
Incolpato delle sconfitte sul fronte serbo, il 1º gennaio 1915 Potiorek fu sollevato da qualsiasi incarico militare e civile, ritirandosi a vita privata nella sua casa di Klagenfurt dove morì il 17 dicembre 1933; seppelliti nel cimitero di Annabichl (dal 1938 un distretto di Klagenfurt), nel 1966 i suoi resti furono traslati nel cimitero dell'Accademia militare Teresiana di Wiener Neustadt.